# Noyarey
Noyarey település Franciaországban, Isère megyében. Lakosainak száma 2321 fő (2022. január 1.). Noyarey Sassenage, Veurey-Voroize, Voreppe, Engins, Fontanil-Cornillon, Saint-Égrève és Autrans-Méaudre-en-Vercors községekkel határos.

## Népesség
A település népességének változása:
| Lakosok száma | 1064 | 1561 | 1950 | 2069 | 2269 | 2257 | 2223 | 2256 | 2242 | 2321 |
|               | 1968 | 1982 | 1990 | 2006 | 2013 | 2015 | 2017 | 2019 | 2020 | 2022 |